# Королівська військова академія в Сандгерсті

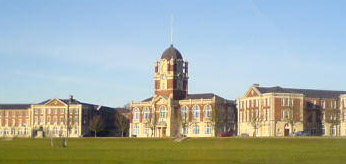

Королівська військова академія в Сандгерсті (англ. Royal Military Academy Sandhurst) — британський вищий військовий навчальний заклад утворений у 1947 році в результаті об'єднання Королівської військової академії (англ. the Royal Military Academy) і Королівського військового училища (англ. the Royal Military College). Розміщений в невеликому містечку Сандгерст, за 4 км від міста Кемберлі (графство Суррей, Англія).
Королівська академія приймає іноземних слухачів, з 1997 по 2019 рік тут навчалися 15 українських кадетів. Найкращий випускник отримує особливу відзнаку — Шаблю найкращого закордонного випускника Королівської академії сухопутних військ Великої Британії в Сандгерсті. 9 серпня 2019 року першим українцем, який здобув цю відзнаку, став Артем Бараненко. Наступного, 2020 року відзнаку отримав також український курсант Антон Совенко з Військової академії в Одесі.

## Відомі випусники
- Вільям принц Уельський
- Принц Гарі, герцог Сассекський
- Вінстон Черчилль — прем'єр-міністр Великої Британії
- Сер Освальд Мослі, 6-й Баронет
- Фредерік Слей Робертс, 1-й Граф Робертс Кандагарський
- Горацій Герберт Кітченер, 1-й Граф Кітченер Хартумський
- Хамад бін Халіфа аль-Тані — емір Катару
- Хамад ібн Іса аль-Халіфа — король Бахрейну
- Саід ібн Шакер, прем'єр-міністр Йорданії
- Айсултан Назарбаєв, внук Президента Республіки Казахстан Нурсултана Назарбаєва
- Хассанал Болкіах — султан Брунею
- Анрі — великий герцог Люксембургу.
- Арчибальд Вейвелл — британський фельдмаршал.
- Пій Танкі Молапо — політик Лесото. Міністр закордонних справ Лесото (1991—1992)
- Абдуллатіф бін Рашид аль-Заяні — генерал-лейтенант. Міністр закордонних справ Бахрейну